# Roberto Loyola Vera
Roberto Loyola Vera (Santiago de Querétaro, Querétaro; 13 de agosto de 1967) es un notario, abogado y político mexicano miembro del Partido Revolucionario Institucional. Se desempeñó como presidente municipal de Querétaro de 2012 a 2015. Fue candidato a la gubernatura de Querétaro en las elecciones locales de 2015. Es hermano del exgobernador de Querétaro Ignacio Loyola Vera.

## Primeros años y cargos públicos
Roberto Loyola Vera es egresado de la Facultad de Derecho de la Universidad Autónoma de Querétaro. Realizó sus estudios de posgrado en Administración y Gerencia Pública en España. Su carrera política inició colaborando con Enrique Burgos García (Gobernador Constitucional de Querétaro en el periodo 1991 – 1997) en el Congreso Estatal de Querétaro y después en la campaña del mismo al Senado de la República (1988).
Se ha desempeñado en cargos públicos como Secretario Particular del Oficial Mayor del Estado de Querétaro (1991-1994); Secretario Particular Adjunto del Gobernador como parte del Gabinete Estatal (1994-1997); y Secretario de Gobernación en la administración del Gobernador José Calzada Rovirosa (2011-2012). Roberto Loyola Vera es notario con licencia; ejerció como tal de 1997 a 2011 en la Notaría 35 de Querétaro.
En marzo del 2012 es electo candidato de alianza por el Partido Revolucionario Institucional (PRI) y el Partido Verde Ecologista (PVEM) a la Presidencia Municipal de Querétaro. El 1 de julio de 2012, resulta vencedor de los comicios.
En febrero de 2015 pide licencia a su cargo de Presidente Municipal de Querétaro para contender por la gubernatura del Estado con la coalición "Querétaro nos une". El 7 de junio de 2015 pierde las elecciones, obteniendo 39.65% de los votos frente al 46.91% de votación obtenida por Francisco Domínguez Servien del Partido Acción Nacional.

## Presidente municipal de Querétaro
Durante su gestión como Presidente Municipal, el Municipio de Querétaro se colocó como una de las 5 mejores ciudades con calidad de vida, 
 es reconocida como una de las ciudades más limpias del mundo, pasó del 5.º al 3.er lugar de competitividad a nivel nacional y avanzó 35 posiciones colocándose como el tercer municipio más obscuro de México y con menor percepción de corrupción.
A través del programa Qronéctate, con el que se dota de internet gratuito a espacios públicos de la ciudad, y una de sus propuestas de campaña en el año 2012, se logró que el Municipio de Querétaro fuera la ciudad con más metros cuadrados de internet gratuito en América Latina. Además, de ser la primera ciudad en certificar a su policía en América Latina en colaboración con el Instituto para la Seguridad y la Democracia (INSYDE).
Antes de solicitar licencia para su cargo, Roberto Loyola Vera anunció al final de la administración 2012-2015, el Municipio de Querétaro será una ciudad con cero deuda.